# 岡山県道252号万富吉井線
岡山県道252号万富吉井線（おかやまけんどう252ごう まんとみよしいせん）は、岡山県岡山市東区を通る一般県道である。

## 概要
岡山市東区瀬戸町万富から岡山市東区吉井に至る。吉井川沿いを通る。

### 路線データ
- 起点：岡山県岡山市東区瀬戸町万富（岡山県道・兵庫県道96号岡山赤穂線・岡山県道254号可真上万富停車場線交点）
- 終点：岡山県岡山市東区吉井（吉井交差点、国道2号交点）
- 総延長：約6.8 km

## 歴史
- 2024年（令和6年）10月15日 - 終点で接続する国道2号吉井交差点の通⾏形態を変更して、交差点の位置が西に160 m移動[1]。

## 地理

### 通過する自治体
- 岡山市（東区）

### 交差する道路
| 交差する道路                                                                                        | 交差する場所 | 交差する場所      |
| --------------------------------------------------------------------------------------------------- | ------------ | ----------------- |
| 岡山県道79号佐伯長船線 / 別線 重複 岡山県道・兵庫県道96号岡山赤穂線 岡山県道254号可真上万富停車場線 | 瀬戸町万富   | 起点              |
| 国道2号 国道250号 重複                                                                              | 吉井         | 吉井交差点 / 終点 |

### 交差する鉄道
- 山陽本線
- 山陽新幹線

### 沿線
- JR西日本山陽本線 万富駅（起点付近）
- 吉井川